# Нижнетимерлекское сельское поселение
Нижнетимерлекское се́льское поселе́ние — муниципальное образование в центральной части Рыбно-Слободского района Татарстана Российской Федерации.
Административный центр — село Верхний Тимерлек, находится на расстоянии 127 км. от г. Казани, в 27 км. от районного центра - поселка городского типа Рыбная-Слобода.
Территория сельского поселения входит в лесорастительную зону смешанных лесов и характеризуется климатом с весенними и осенними заморозками, периодическими засухами. Преобладающие ветра юго-западные. Рельеф равнинный, характерна совокупность оврагов и балок.
Общая площадь сельского поселения составляет 5384 га.

## История
Нижнетимерлекский сельский Совет был образован в 1918 году и входил в состав Урахчинской волости Лаишевского уезда Казанской губернии.
В 1927-1935 годы входил в состав Рыбно-Слободского района.
С 1935-1959 годы входил в состав Кзыл-Юлдузского района.
С 1962-1964 годы – в связи ликвидаций Рыбно-Слободского района сельсовет входил в состав Мамадышского района.
1965 года вновь входит в состав Рыбно-Слободского района.
В марте 1995 года согласно закону «О местном самоуправлении» совет народных депутатов преобразован в Совет местного самоуправления.
С 2006 года Советы местного самоуправления преобразованы в сельские поселения на основании Закона РТ «О местном самоуправлении в РТ» от  июля 2004 года за №45-ЗРТ.

## Население
| 2010  | 2011  | 2012  | 2013  | 2014  | 2015  | 2016  |
| ----- | ----- | ----- | ----- | ----- | ----- | ----- |
| 1232  | ↘1225 | ↘1212 | ↘1180 | ↘1163 | ↘1146 | ↘1115 |
| 2017  | 2018  |       |       |       |       |       |
| ↘1092 | ↘1070 |       |       |       |       |       |

## Состав сельского поселения
| № | Населённый пункт | Тип населённого пункта       | Население |
| - | ---------------- | ---------------------------- | --------- |
| 1 | Верхний Тимерлек | село, административный центр |           |
| 2 | Нижний Тимерлек  | село                         |           |